# Velika nagrada Europe

## Pobjednici

### Višestruki pobjednici (vozači)
Podebljani vozač je i dalje aktivan u natjecanju Formule 1
| Pobjede | Vozač              | Pobjednička godina                       |
| ------- | ------------------ | ---------------------------------------- |
| 6       | Michael Schumacher | 1994., 1995., 2000., 2001., 2004., 2006. |
| 3       | Fernando Alonso    | 2005., 2007., 2012.                      |
| 2       | Rubens Barrichello | 2002., 2009.                             |
| 2       | Sebastian Vettel   | 2010., 2011.                             |

### Višestruki pobjednici (konstruktori)
Podebljani konstruktori su i dalje aktivini u natjecanju Formule 1
| Pobjede | Konstruktor | Pobjednička godina                              |
| ------- | ----------- | ----------------------------------------------- |
| 7       | Ferrari     | 2000., 2001., 2002., 2004., 2006., 2008., 2012. |
| 4       | McLaren     | 1984., 1993., 1997., 2007.                      |
| 3       | Williams    | 1985., 1996., 2003.                             |
| 2       | Benetton    | 1994., 1995.                                    |
| 2       | Red Bull    | 2010., 2011.                                    |

### Pobjednici po godinama
| Godina        | Vozač              | Konstruktor            | Lokacija             |
| ------------- | ------------------ | ---------------------- | -------------------- |
| 1983.         | Nelson Piquet      | Brabham-BMW            | Brands Hatch         |
| 1984.         | Alain Prost        | McLaren-TAG Porsche    | Nürburgring          |
| 1985.         | Nigel Mansell      | Williams-Honda         | Brands Hatch         |
| 1986. - 1992. | Nije održana       | Nije održana           | Nije održana         |
| 1993.         | Ayrton Senna       | McLaren-Ford Cosworth  | Donington Park       |
| 1994.         | Michael Schumacher | Benetton-Ford Cosworth | Jerez de la Frontera |
| 1995.         | Michael Schumacher | Benetton-Renault       | Nürburgring          |
| 1996.         | Jacques Villeneuve | Williams-Renault       | Nürburgring          |
| 1997.         | Mika Häkkinen      | McLaren-Mercedes       | Jerez de la Frontera |
| 1998.         | Nije održana       | Nije održana           | Nije održana         |
| 1999.         | Johnny Herbert     | Stewart-Ford Cosworth  | Nürburgring          |
| 2000.         | Michael Schumacher | Ferrari                | Nürburgring          |
| 2001.         | Michael Schumacher | Ferrari                | Nürburgring          |
| 2002.         | Rubens Barrichello | Ferrari                | Nürburgring          |
| 2003.         | Ralf Schumacher    | Williams-BMW           | Nürburgring          |
| 2004.         | Michael Schumacher | Ferrari                | Nürburgring          |
| 2005.         | Fernando Alonso    | Renault                | Nürburgring          |
| 2006.         | Michael Schumacher | Ferrari                | Nürburgring          |
| 2007.         | Fernando Alonso    | McLaren-Mercedes       | Nürburgring          |
| 2008.         | Felipe Massa       | Ferrari                | Valencia             |
| 2009.         | Rubens Barrichello | Brawn GP-Mercedes      | Valencia             |
| 2010.         | Sebastian Vettel   | Red Bull-Renault       | Valencia             |
| 2011.         | Sebastian Vettel   | Red Bull-Renault       | Valencia             |
| 2012.         | Fernando Alonso    | Ferrari                | Valencia             |
| 2013. - 2015. | Nije održana       | Nije održana           | Nije održana         |
| 2016.         | Nico Rosberg       | Mercedes               | Baku                 |